# Galleria di vedute di Roma moderna
La Galleria di vedute di Roma moderna è un dipinto di Giovanni Paolo Pannini.

## Descrizione
Pittura ad olio su tela, che appartiene al genere conosciuto come "capriccio di architetture", rappresenta una grande e immaginaria sala, dove è una raccolta di dipinti, appoggiati alle pareti o in terra, con vedute di chiese e di monumenti celebri che si trovano a Roma. Le vedute, salvo pochi casi, non intendono riprodurre quadri effettivamente dipinti da Pannini; quindi l'invenzione non è che un espediente per illustrare le singolari bellezze della città. Nel dipinto sono presenti anche celebri sculture presenti a Roma e alcuni personaggi. I soggetti delle vedute sono stati certamente concordati con il committente che forse desiderava possedere un "souvenir" indelebile della città dove, come ambasciatore, aveva rappresentato il Re di Francia. 
Un pesante drappo purpureo pende a balze dal soffitto, come un sipario da poco sollevato; colonne di marmo, in fuga verso un lontano giardino, frammentano lo spazio grandioso; mentre i personaggi, pur in primo piano, sembrano elementi secondari, rispetto alla complessità dell'apparato scenico e alla meraviglia delle pitture, esposte quasi a caso e senza un ordine apparente.

## Storia
Nel 1749, Giovanni Paolo Pannini aveva dipinto un simile soggetto: la Galleria del cardinale Silvio Valenti Gonzaga, in cui il cardinale committente Silvio Valenti Gonzaga si vede all'interno di una immensa sala, dai muri interamente ricoperti con dipinti appartenenti alla sua preziosa collezione. Anche questa pittura fu costruita da Pannini in modo scenografico, entro una immaginaria e ricca architettura barocca.
Il conte Étienne François de Choiseul, ambasciatore a Roma di Luigi XV di Francia, commissionò a Pannini quattro grandi dipinti: una Galleria di vedute di Roma antica, una Galleria di vedute di Roma moderna, una Piazza San Pietro in occasione della visita dell'ambasciatore Choiseul e un Interno della basilica di San Pietro. Pannini dipinse questi quattro soggetti tra il 1753 e il 1757. Il conte gli chiese poi di replicare le due Gallerie e questi due dipinti, che sono ora al Metropolitan di New York, portano la data 1759.
Tra il 1758 e il 1759 Pannini realizzò una nuova versione delle due Gallerie, per Claude François de Montboissier, abbate di Canillac, alto funzionario dell'ambasciata di Francia a Roma e protettore di Pannini. La nuova versione delle due Gallerie presenta differenze notevoli, rispetto alle precedenti versioni: dipinti e sculture non si trovano nello stesso ordine, alcune tele sono mancanti e sono sostituite da altre e anche i personaggi sono in numero diverso e occupano differenti posizioni: ma lo stile e il messaggio sono simili.
I quattro dipinti appartenuti al conte de Choiseul furono venduti nel 1772 a Le Ray de Chaumont che nel 1780 li trasferì negli Stati Uniti d'America. Nel 1837 la Piazza San Pietro e la Galleria di vedute di Roma antica furono acquistati da Lord Ellesmere e si trovano attualmente a Londra.

### Localizzazione
La Galleria di vedute di Roma moderna è stata quindi dipinta da Pannini in tre versioni:
- La prima versione (167,5×244 cm) è al Museum of Fine Arts (Boston). Firma: I. Paul Pannini Romae 1757.
- La seconda versione (172,1×233 cm) è a New York, al Metropolitan Museum of Art.
- La terza versione (231×303 cm) è al Louvre.

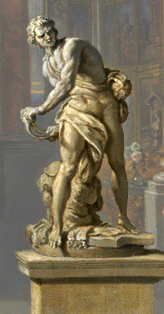
Giovanni Paolo Panini, David di Bernini

### Pitture, sculture e personaggi rappresentati
Dipinti
- Palazzo Barberini e fontana del Tritone di Bernini
- Palazzo del Laterano
- Palazzo di Montecitorio e colonna di Antonino Pio
- Palazzo del Quirinale
- Palazzo del Vaticano
- Piazza Farnese
- Piazza Navona
- Piazza del Popolo
- Piazza di Santa Maria in Trastevere
- Piazza San Pietro
- Villa d'Este a Tivoli
- Villa Medici

- Chiesa di Sant'Andrea al Quirinale

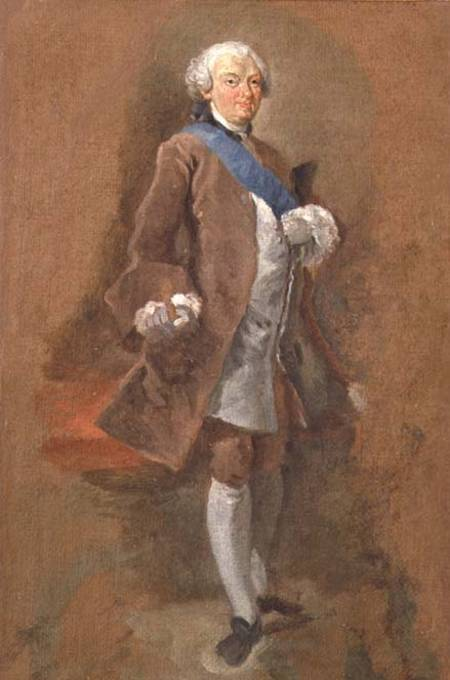
Giovanni Paolo Pannini, Ritratto del duca Choiseul, 1757 (Londra, Johnny van Haeften Gallery)

- Basilica di San Giovanni in Laterano
- Chiesa di Sant'Ivo alla Sapienza
- Basilica di Santa Maria Maggiore[2]
- Basilica di San Paolo fuori le Mura
- Elefante che porta l'obelisco a piazza della Minerva
- Fontana dell'Acqua Felice
- Fontana dell'Acqua Paola
- Fontana del Moro (piazza Navona)
- Fontana dell'ovato (villa d'Este, Tivoli)
- Fontana dei Quattro Fiumi (piazza Navona)
- Fontana delle Tartarughe (piazza Mattei)
- Fontana di Trevi[3]
- Piazza del Campidoglio
- Castel Sant'Angelo
- Coffee House del Quirinale
- Scalinata di piazza di Spagna
- Porta del giardino Farnese
- Estasi di Santa Teresa
- Cattedra di San Pietro
- Nettuno e Tritone [4]
- Monumento funebre di Urbano VIII

Sculture
- Apollo e Dafne (Bernini)

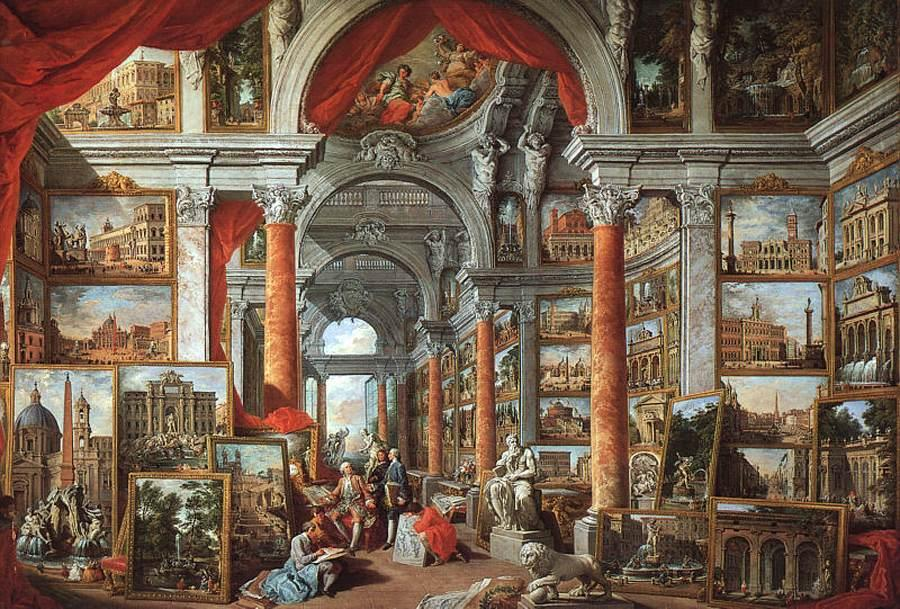
Giovanni Paolo Pannini, Galleria di vedute di Roma moderna, 1757 (Boston)

- Abacuc e l'angelo (Bernini) (solo nella terza versione)
- David (Bernini)
- Mosè (Michelangelo)
- Un leone di villa Medici

L'abbate Claude François de Montboissier è a colloquio con vari personaggi, davanti all'imponente dipinto della cattedra di San Pietro di Bernini, posto su un cavalletto ed esaltato da un drappo purpureo, quasi un simbolo della autorità del papa sulla città.
Nella versione del dipinto che è conservata a Boston, la figura in evidenza è invece il conte Étienne François de Choiseul - committente dell'opera - che è circondato da un numero più contenuto di persone. In questa versione la cattedra di San Pietro è solo un disegno, un po' spiegazzato - poggiato a terra, senza cornice e poco identificabile - ma questo disegno è al centro di una disputa tra i personaggi presenti. Tra i quadri sono riconoscibili anche vedute di piazza di Santa Maria in Trastevere, di villa Aldobrandini, di villa Borghese, di villa Madama, di villa Montalto, della basilica di San Paolo fuori le Mura, della statua equestre di Marco Aurelio, di piazza di Spagna e della fontana del Nettuno. La composizione è meno articolata e i colori sono più sobri. Il colonnato si perde verso un orizzonte indefinito e carico di nuvole.
Ai raffinati spiriti dei due diplomatici francesi non sfuggiva la posizione della Santa Sede, nei confronti della cultura illuministica. Nel 1757 (data del primo dipinto) l'anziano papa Benedetto XIV pubblicò il nuovo Indice dei libri proibiti, dimostrando un irrigidimento della Chiesa verso il movimento dei Lumi. 
Nel 1759 (data del secondo dipinto) l'elezione del nuovo papa Clemente XIII, uomo caritatevole moderato e tutto assorto nel mecenatismo di stampo umanistico, faceva al contrario sperare in una apertura - che andò poi delusa - verso la richiesta di soppressione dei Gesuiti che proveniva dai circoli dell'Illuminismo francese. Senza contare che Claude François de Montboissier era un abbate.